# تری لایلز
تری لایلز (انگلیسی: Trey Lyles؛ زادهٔ ۵ نوامبر ۱۹۹۵) بازیکن بسکتبال اهل ایالات متحده آمریکا است.
از باشگاه‌هایی که در آن بازی کرده‌است می‌توان به بسکتبال مردان کنتاکی وایلدکتز، دنور ناگتس، و یوتا جاز اشاره کرد.